# Ataxophragmioidea
Ataxophragmioidea, tradicionalmente denominada Ataxophragmiacea, es una superfamilia de foraminíferos del suborden Ataxophragmiina y del orden Loftusiida. Su rango cronoestratigráfico abarca desde el Anisiense (Triásico medio) hasta la Actualidad.

## Clasificación
Ataxophragmioidea incluye a las siguientes familias:
- Familia Ataxophragmiidae
- Familia Globotextulariidae
- Familia Textulariellidae
- Familia Cuneolinidae
- Familia Dicyclinidae
- Familia Dictyopsellidae
- Familia Montsaleviidae

Otras familias asignado a Ataxophragmioidea y clasificadas actualmente en otras superfamilias son: 
- Familia Pfenderinidae, ahora en la superfamilia Pfenderinoidea
- Familia Coskinolinidae, ahora en la superfamilia Coskinolinoidea